# Aleksina
Aleksina je žensko osebno ime.

## Izvor imena
Aleksina je različica ženskega imena Aleksandra.

## Pogostost imena
Po podatkih Statističnega urada Republike Slovenije na dan 31. decembra 2007 v Sloveniji ni bilo ženskih oseb z imenom Aleksina ali pa je bilo število nosilk tega imena manjše od 5.

## Osebni praznik
Osebe z imenom Aleksina lahko godujejo takrat kot osebe z imenom Aleksandra.